# Saigyō Hōshi
Saigyō Hōshi (西行 法師, Saigyō-hōshi, « Saigyō le moine », parfois francisé en « Saïgyô »), né en 1118 et mort en 1190, était un célèbre poète japonais ayant vécu à la fin de l’époque de Heian et au début de l’époque de Kamakura. On l'appelle aussi « le moine Saigyō » (car « hōshi » est le suffixe désignant un moine) ou simplement Saigyō. Vantant dans ses œuvres les beautés du voyage et de la nature, son style simple et empreint de spiritualité eut une grande influence sur la poésie japonaise.

## Biographie
Né Satō Norikiyo (佐藤 義清, Satō Norikiyo) à Kyōto dans une famille noble descendant des Fujiwara, il vécut la période de grands troubles politiques que représente la fin de l’époque de Heian, où le pouvoir passa des vieilles familles aristocratiques aux guerriers (samouraï). De plus, au début de l’ère Mappō (1052), le bouddhisme déclinait au Japon et n’était plus réellement considéré comme une voie de salut. Ces schismes sociaux et culturels donnèrent à la poésie de Saigyō un sentiment de mélancolie.
Dans sa jeunesse, il servit l’empereur retiré Toba comme garde, mais en 1140 (à 22 ans), il abandonna sans raison connue la cour pour devenir moine, prenant pour nom En’i (円位). Il adopta par la suite le nom de plume de Saigyō, « Voyage vers l’ouest », en référence au bouddha Amida et au paradis de l’Ouest. Poète volontiers qualifié d’érémitique (inja bungaku), il passa de longues périodes de sa vie seul à Saga, Ise (où il s’investit dans la rénovation du Tōdai-ji), aux monts Kōya et Yoshino, et de nombreux autres lieux, mais il était surtout connu pour ses longs voyages poétiques dans le nord de Honshū – Matsuo Bashō s’en inspirera d’ailleurs dans sa Sente étroite du Bout-du-Monde. Ami de Fujiwara no Teika, plusieurs de ses recueils furent inclus dans les collections impériales Sankashū, Shin kokin wakashū et Shika wakashū. Il mourut finalement à l’âge de 72 ans, dans le temple Hirokawa de la province de Kawachi (de nos jours, Ōsaka).
La vie de Saigyō a été immortalisée par un emaki très célèbre datant de la seconde moitié de l’époque de Kamakura : le Saigyō monogatari emaki ; il fut tout autant un héros de théâtre nō ou de conte.

## Style

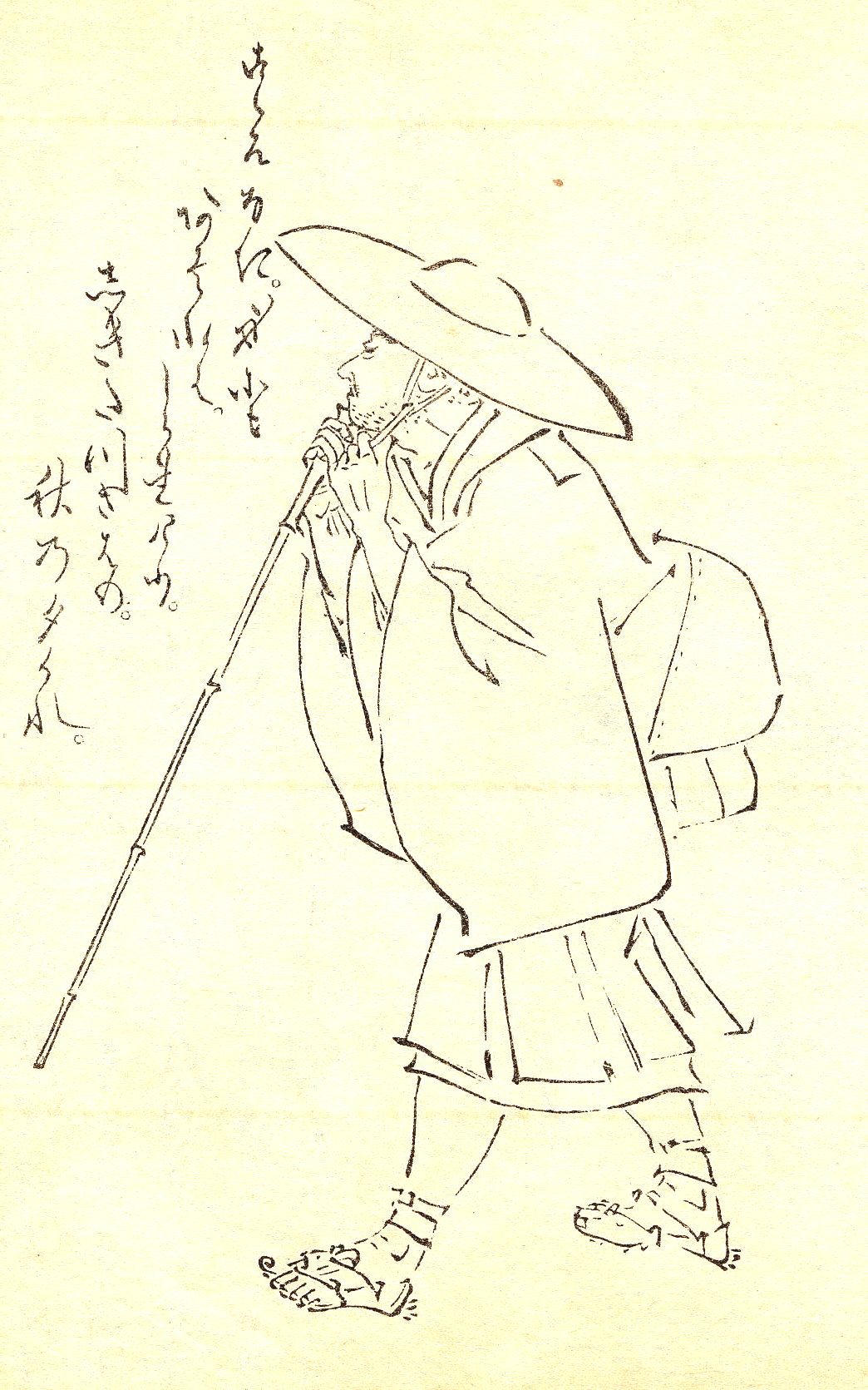
Saigyō peint par Kikuchi Yōsai

À l’époque de Saigyō, le Man'yōshū n’était plus très étudié et c’était le Kokin wakashū qui avait une grande influence sur la poésie waka. Toutefois, ce dernier s’attachait plutôt à l’esthétique de la cour, à l’intimité des mots, à la fluidité, et prônait une expression raffinée, alors que le Shin kokin wakashū (recueil composé de poèmes de Saigyō et d’autres auteurs au style similaire) est moins intimiste, plus contemplatif, abandonnant un peu les figures de style pour les répétitions et les silences ; l’œuvre de Saigyō est finalement plus simple, plus sombre et plus mélancolique, préférant chanter les voyages et la nature.
À cause des grands troubles politiques que connaît le Japon à cette époque, Saigyō exprime non seulement la peur du changement (aware), mais aussi la tristesse (sabi) et la solitude (kanashi) ; Kobayashi Hideo écrit d’ailleurs à ce sujet : « La souffrance de Saigyō s’est purifiée et résonne comme l’œuvre d’un auteur anonyme. » Sa volonté de se détacher de la société et de la contempler avec lucidité lui permet de mieux appréhender les transformations de son monde. On peut aussi noter que bien qu'il fût moine, il restait très attaché au monde réel et aux beautés de la nature. Le contexte devient ainsi primordial dans son œuvre, d’ailleurs, il introduit souvent ses poèmes par une prose décrivant les lieux et les moments, marquant une certaine proximité avec le lecteur.
Sa poésie resta très influente au Japon durant plusieurs siècles ; Bashō notamment estimait que Saigyō était le plus grand poète waka que l’Archipel ait connu.

## Extraits de poésie
Nombre de ses poèmes expriment le déchirement qu’il ressent entre la renonciation prônée par le bouddhisme et son amour de la nature. La plupart des moines voudraient ainsi mourir face à l’ouest pour être accueillis par Bouddha, mais Saigyō préfère voir ce dernier dans les fleurs :
|  |                                                    |  |                                                                                 |  | |
|  | 願わくは 花の下にて 春死なむ その如月の 望月のころ |  | negawaku wa hana no shita nite haru shinamu sono kisaragi no mochidzuki no koro |  | puisse le ciel me faire mourir au printemps sous les fleurs des cerisiers au deuxième mois quand la lune est pleine |

Abandonner le monde matériel, c’est-à-dire tout désir ou attachement, était un des idéaux des moines bouddhistes, mais Saigyō y était moins enclin :
|  |                                                      |  |                                                                             |  |                                                                                                   |
|  | 心無き 身にも哀れは 知られけり 鴫立つ沢の 秋の夕暮れ |  | kokoro naki mi ni mo aware wa shirarekeri shigi tatsu sawa no aki no yūgure |  | même chez quelqu’un ordinairement détaché des choses il trouble le cœur le premier vent d’automne |

Saigyō voyagea énormément, mais un de ses lieux préférés était le mont Yoshino, célèbre pour ses cerisiers du Japon :
|  |                                                            |  |                                                                                |  | |
|  | 吉野山 こぞのしをりの 道かへて まだ見ぬかたの 花をたづねむ |  | Yoshino-yama kozo no shiori no michi kaete mada minu kata no hana wo tadzunemu |  | au mont Yoshino je quitte les sentiers connus et plutôt les cerisiers en fleurs s’offrent partout à mes errances |

Poète errant, Saigyō a énormément écrit sur la solitude et la tristesse durant ses retraites montagnardes et ses voyages ; c’était le renoncement qui l’inspirait cependant, non le désespoir :
|  |                                                            |  |                                                                       |  | |
|  | とふ人も 思ひ絶えたる 山里の さびしさなくば 住み憂からまし |  | tou hito mo omoi taetaru yamazato no sabishisa nakuba sumi ukaramashi |  | de recevoir un visiteur dans ma retraite montagnarde le désir cessé sans la solitude pour compagne comme l’existence serait sombre |

## Œuvres publiées en français
Liste exhaustive :
- Saigyō (trad. Wing Fun Cheng), Poèmes de ma hutte de montagne, 78-Millemont, Moundarren, 1992 (réimpr. 2002), 112 p. (ISBN 2-907312-15-4)
- Saigyō (trad. René Sieffert), La légende de Saïgyô, Publications orientalistes de France, 1996 (réimpr. 2002), 95 p. (ISBN 2-7169-0314-X)
- Saigyō (trad. Hiromi Tsukui et Abdelwahab Meddeb), Vers le vide, Albin Michel, 1996 (réimpr. 2004), 211 p. (ISBN 978-2-226-15183-4)

## Etudes publiées en français
- Tomomi Yoshino (trad. Kôji Watanabe et Olivier Lorrillard), « Saigyô, poète qui franchit la frontière » in « Si est tens a fester » : Hommage à Philippe Walter, Tokyo, CEMT Editions, 2022, 203-209 p. (ISBN 978-4-9901346-1-7)